# Eunice bowerbanki
Eunice bowerbanki är en ringmaskart som beskrevs av Baird 1869. Eunice bowerbanki ingår i släktet Eunice och familjen Eunicidae. Inga underarter finns listade i Catalogue of Life.